# Seznam vlajek guvernérů států Spojených států amerických

Vlajka prezidenta USA
Poměr stran: 2:3

Vlajka viceprezidenta USA
Poměr stran: 63:80

Seznam vlajek guvernérů států Spojených států amerických představuje přehled všech vlajek guvernérů (hlav a představitelů výkonné moci) jednotlivých federálních států USA.
Tyto vlajky jsou analogické vlajce prezidenta a viceprezidenta Spojených států. Většina jich je založena buď na vlajce nebo pečeti státu. Vlastní vlajku užívá pouze 15 z padesáti guvernérů federálních států.
Společným rysem většiny těchto vlajek je v každém rohu listu umístěná pěticípá hvězda.

## Vlajky guvernérů států USA
| Umístění | Vlajka guvernéra | Poměr  | Federální stát / článek o vlajce     | Poslední změna   | Zdroje |
| -------- | ---------------- | ------ | ------------------------------------ | ---------------- | ------ |
|          |                  | 2:3    | Alabama Vlajka Alabamy               | 1939             | [ 1 ]  |
|          |                  | ~21:40 | Havaj Vlajka Havaje                  | 1959             | [ 2 ]  |
|          |                  | 5:8    | Kalifornie Vlajka Kalifornie         |                  | [ 3 ]  |
|          |                  | 3:5    | Kansas Vlajka Kansasu                |                  | [ 4 ]  |
|          |                  | 2:3    | Massachusetts Vlajka Massachusetts   |                  | [ 5 ]  |
|          |                  | 2:3    | Michigan Vlajka Michiganu            |                  | [ 6 ]  |
|          |                  | 3:5    | Nevada Vlajka Nevady                 |                  | [ 7 ]  |
|          |                  | 3:5    | New York Vlajka státu New York       |                  | [ 8 ]  |
|          |                  | 5:8    | Ohio Vlajka Ohia                     |                  | [ 9 ]  |
|          |                  | ~17:25 | Oklahoma Vlajka Oklahomy             |                  | [ 10 ] |
|          |                  | 2:3    | Pensylvánie Vlajka Pensylvánie       |                  | [ 11 ] |
|          |                  | ~17:25 | Rhode Island Vlajka Rhode Islandu    |                  | [ 12 ] |
|          |                  | 10:19  | Severní Dakota Vlajka Severní Dakoty |                  |        |
|          |                  | 17:25  | Tennessee Vlajka Tennessee           |                  | [ 13 ] |
|          |                  | 5:8    | Texas Vlajka Texasu                  | Nejasná platnost |        |

## Vlajky guvernérů nezačleněných území USA
Z nezačleněných území USA užívá zvláštní vlajku pouze guvernér Portorika.

Vlajka portorického guvernéra Poměr stran: 11:16

## Historické vlajky

Vlajka alabamského guvernéra (1868–1939) Poměr stran: 2:3
Vlajka havajského guvernéra (do roku 1959) Poměr stran: ~21:40
Vlajka kansaského guvernéra (do roku 1961) Poměr stran: 2:3
Vlajka vermontského guvernéra (do roku 1923), poté vlajka státu